# 1537
Il 1537 (MDXXXVII in numeri romani) è un anno  del XVI secolo.

## Eventi
- Il re di Francia Francesco I istituisce il diritto di stampa, secondo il quale ogni editore o stampatore era obbligato a depositare un determinato numero di copie di ogni lavoro presso una o più biblioteche prestabilite.
- Il 2 giugno il Papa Paolo III emette la bolla "Sublimis Deus" che condanna il commercio di schiavi.
- 15 agosto – Fondazione di Asuncion (Paraguay) a opera di Juan de Salazar e Gonzalo de Mendoza.

## Nati

### Gennaio
- 16 gennaio - Alberto VII di Schwarzburg-Rudolstadt, nobile tedesco († 1605)
- 21 gennaio - Anton Maria Salviati, cardinale italiano († 1602)

### Febbraio
- 2 febbraio - Toyotomi Hideyoshi, giapponese († 1598)
- 7 febbraio - Claudia Rangoni, nobildonna italiana († 1593)
- 26 febbraio - Cristoforo II di Baden-Rodemachern, nobile tedesco († 1575)

### Marzo
- 4 marzo - Longqing, imperatore cinese († 1572)

### Aprile
- 12 aprile - Nabeshima Naoshige, militare giapponese († 1619)
- 18 aprile - Isabella Gonzaga, nobile italiana († 1579)

### Maggio
- 18 maggio - Guido Luca Ferrero, cardinale italiano († 1585)
- 27 maggio - Luigi IV d'Assia-Marburgo, nobile tedesco († 1604)
- 31 maggio - Scià Isma'il II, sovrano persiano († 1577)

### Giugno
- 3 giugno - Giovanni Manuele d'Aviz, principe portoghese († 1554)
- 19 giugno - Eleonora d'Este, nobile italiana († 1581)

### Luglio
- 20 luglio - Arnaud d'Ossat, cardinale, diplomatico e vescovo cattolico francese († 1604)
- 29 luglio - Pedro Téllez-Girón, I duca di Osuna, politico e militare spagnolo († 1590)

### Agosto
- 9 agosto - Francesco Barozzi, matematico italiano († 1604)
- 22 agosto - Filippo Sega, cardinale italiano († 1596)

### Settembre
- 30 settembre - Gianfrancesco Morosini, cardinale italiano († 1596)

### Ottobre
- 12 ottobre - Edoardo VI d'Inghilterra, re britannico († 1553)
- 16 ottobre - Pedro de Castro, arcivescovo cattolico portoghese († 1609)

### Novembre
- 21 novembre - Fadrique Álvarez de Toledo y Enríquez de Guzmán, nobile e militare spagnolo († 1583)
- 24 novembre - Cristoforo Boncompagni, arcivescovo cattolico italiano († 1603)

### Dicembre
- 4 dicembre - Angelo Guerra d'Anagni, pittore italiano († 1613)
- 5 dicembre - Ashikaga Yoshiaki, militare giapponese († 1597)
- 20 dicembre - Giovanni III di Svezia, re svedese († 1592)
- 26 dicembre - Alberto di Nassau-Weilburg, nobile tedesco († 1593)

### Senza giorno specificato
- Patrick Adamson, arcivescovo e ambasciatore scozzese († 1592)
- Raffaello Borghini, commediografo e poeta italiano († 1588)
- Lelio Brancaccio, arcivescovo cattolico italiano († 1599)
- Lorenzo Costa il Giovane, pittore italiano († 1583)
- Joan Antonio Cumis, gesuita italiano († 1618)
- Diego Durán, religioso e storico spagnolo († 1588)
- Jane FitzAlan, nobile e letterata inglese († 1578)
- Giovanni Fontana, vescovo cattolico italiano († 1611)
- Giano Fregoso, vescovo cattolico italiano († 1586)
- Philip Galle, incisore e editore olandese († 1612)
- Charles de Gavre, militare belga († 1611)
- Petrus Gonsalvus, nobile spagnolo († 1618)
- Jane Grey, regina britannica († 1554)
- Katō Mitsuyasu, militare giapponese († 1593)
- Felice Lodron, militare italiano († 1584)
- Joachim Meyer, maestro di scherma svizzero († 1571)
- Marco Antonio Pasi, architetto e ingegnere italiano († 1599)
- Gaspare Pasquali, vescovo cattolico italiano († 1612)
- Germain Pilon, scultore e medaglista francese († 1590)
- Agostino Pinelli Luciani, doge († 1620)
- Johann Richter, matematico e astronomo tedesco († 1616)
- Girolamo Rusticucci, cardinale italiano († 1603)
- Saegusa Moritomo, militare giapponese († 1575)
- Sanada Nobutsuna, militare giapponese († 1575)
- Petru Șchiopul, principe († 1594)
- Shimazu Toshihisa, militare giapponese († 1592)
- Shimizu Muneharu, militare giapponese († 1582)
- Shimozuma Nakayuki, monaco buddista giapponese († 1626)
- Francisco Verdugo, militare spagnolo († 1595)
- Filippo I d'Este, nobile italiano († 1592)
- Francisco de Aldana, diplomatico spagnolo († 1578)
- Jean de Poltrot de Mére, nobile († 1563)
- Ōkubo Tadasuke, militare giapponese († 1613)

## Morti

### Gennaio
- 6 gennaio - Alessandro de' Medici, sovrano italiano (n. 1510)
- 15 gennaio - Íñigo López de Mendoza y Zúñiga, cardinale e arcivescovo cattolico spagnolo (n. 1498)
- 20 gennaio - Andrea Matteo Palmieri, cardinale e arcivescovo cattolico italiano (n. 1493)

### Febbraio
- 2 febbraio - Johann Carion, astronomo tedesco (n. 1499)
- 8 febbraio - Girolamo Emiliani, religioso italiano (n. 1486)
- 8 febbraio - Otto von Pack, politico e truffatore tedesco
- 15 febbraio - Claudio Rangoni, condottiero italiano (n. 1507)
- 21 febbraio - Gerolamo Accoramboni, medico italiano (n. 1469)
- 23 febbraio - Galeazzo Flavio Capella, scrittore e politico italiano (n. 1487)

### Marzo
- 25 marzo - Carlo IV di Borbone-Vendôme, nobile (n. 1489)
- 28 marzo - Francesco di Saluzzo, marchese (n. 1498)

### Maggio
- 10 maggio - Andrzej Krzycki, arcivescovo cattolico e teologo polacco (n. 1482)

### Giugno
- 4 giugno - Uesugi Tomooki, militare giapponese (n. 1488)
- 9 giugno - Luigi II d'Orléans-Longueville, nobile francese (n. 1510)
- 18 giugno - Petrus Sutor, umanista, teologo e monaco cristiano francese (n. 1475)
- 23 giugno - Pedro de Mendoza, esploratore e militare spagnolo
- 29 giugno - Henry Percy, VI conte di Northumberland, conte britannico (n. 1502)
- 30 giugno - Thomas Darcy, I barone Darcy, nobile e militare britannico

### Luglio
- 7 luglio - Maddalena di Valois, principessa francese (n. 1520)
- 12 luglio - Robert Aske, avvocato inglese (n. 1500)

### Agosto
- 5 agosto - Paolo Emilio Cesi, cardinale italiano (n. 1481)
- 6 agosto - Rodrigo Luis de Borja y de Castro-Pinós, cardinale spagnolo (n. 1524)
- 11 agosto - Diego Ramírez de Fuenleal, vescovo cattolico spagnolo (n. 1459)
- 20 agosto - Baccio Valori, politico e condottiero italiano
- 21 agosto - Annibale Gonzaga, condottiero italiano (n. 1507)
- 26 agosto - Margherita Gonzaga, nobildonna e religiosa italiana (n. 1487)

### Settembre
- 7 settembre - Niccolò Schomberg, cardinale e arcivescovo cattolico italiano (n. 1472)
- 24 settembre - Cosimo Gheri, vescovo cattolico italiano (n. 1513)

### Ottobre
- 16 ottobre - Françoise de Foix, nobildonna francese (n. 1495)
- 18 ottobre - Agostino Spinola, cardinale e vescovo cattolico italiano (n. 1482)
- 24 ottobre - Jane Seymour, regina britannica (n. 1509)
- 31 ottobre - Thomas Howard, nobile inglese (n. 1511)

### Novembre
- 2 novembre - Antonio Tebaldeo, poeta italiano (n. 1462)
- 21 novembre - Giovanni Piccolomini, cardinale e arcivescovo cattolico italiano (n. 1475)

### Dicembre
- 6 dicembre - Gregorio Magalotti, vescovo cattolico italiano
- 11 dicembre - Andrej di Starica, principe russo (n. 1490)

### Senza giorno specificato
- Isabella, principessa reale di Castiglia, nobildonna spagnola (n. 1518)
- Juan de Álava, architetto spagnolo (n. 1480)
- Pantasilea Baglioni, nobildonna italiana (n. 1476)
- Bartolomeo Berrecci, architetto e scultore italiano (n. 1480)
- Jörg Breu il Vecchio, pittore tedesco (n. 1475)
- Pietro Cavaro, pittore italiano
- Silken Thomas,  irlandese (n. 1513)
- Antonio Francini, latinista e grecista italiano
- Vittore Gambello, scultore e medaglista italiano (n. 1460)
- Hernando de Grijalva, navigatore spagnolo
- Paul Hofhaimer, compositore e organista austriaco (n. 1459)
- Jean de La Forêt, ambasciatore francese
- Lorenzo Leonbruno, pittore italiano (n. 1477)
- Alfonso Lombardi, scultore e medaglista italiano
- Lorenzo di Credi, pittore italiano
- Robert de la Marck, militare e storico francese (n. 1491)
- Guido de' Medici, arcivescovo cattolico italiano
- Thomas Murner, religioso, poeta e traduttore tedesco (n. 1475)
- Angelo Pappacoda, vescovo cattolico italiano (n. 1466)
- Gianmaria Pomedello, incisore, pittore e medaglista italiano (n. 1478)
- Girolamo Santacroce, scultore, architetto e medaglista italiano (n. 1502)
- Pietro Antonio Tomasello, architetto italiano
- Fernando Yáñez de la Almedina, pittore spagnolo (n. 1475)
- Livio d'Alviano, militare e politico italiano (n. 1514)
- Jorge de Menezes, esploratore, militare e politico portoghese (n. 1498)

## Calendario
| Calendario 1537 | Calendario 1537 | Calendario 1537 | Calendario 1537 | Calendario 1537 | Calendario 1537 | Calendario 1537 | Calendario 1537 | Calendario 1537 | Calendario 1537 | Calendario 1537 | Calendario 1537 | Calendario 1537 | Calendario 1537 | Calendario 1537 | Calendario 1537 | Calendario 1537 | Calendario 1537 | Calendario 1537 | Calendario 1537 | Calendario 1537 | Calendario 1537 | Calendario 1537 | Calendario 1537 | Calendario 1537 | Calendario 1537 | Calendario 1537 | Calendario 1537 | Calendario 1537 | Calendario 1537 | Calendario 1537 | Calendario 1537 | Calendario 1537 |
| --------------- | --------------- | --------------- | --------------- | --------------- | --------------- | --------------- | --------------- | --------------- | --------------- | --------------- | --------------- | --------------- | --------------- | --------------- | --------------- | --------------- | --------------- | --------------- | --------------- | --------------- | --------------- | --------------- | --------------- | --------------- | --------------- | --------------- | --------------- | --------------- | --------------- | --------------- | --------------- | --------------- |
|                 | 1               | 2               | 3               | 4               | 5               | 6               | 7               | 8               | 9               | 10              | 11              | 12              | 13              | 14              | 15              | 16              | 17              | 18              | 19              | 20              | 21              | 22              | 23              | 24              | 25              | 26              | 27              | 28              | 29              | 30              | 31              |                 |
| Gennaio         | Lu              | Ma              | Me              | Gi              | Ve              | Sa              | Do              | Lu              | Ma              | Me              | Gi              | Ve              | Sa              | Do              | Lu              | Ma              | Me              | Gi              | Ve              | Sa              | Do              | Lu              | Ma              | Me              | Gi              | Ve              | Sa              | Do              | Lu              | Ma              | Me              |                 |
| Febbraio        | Gi              | Ve              | Sa              | Do              | Lu              | Ma              | Me              | Gi              | Ve              | Sa              | Do              | Lu              | Ma              | Me              | Gi              | Ve              | Sa              | Do              | Lu              | Ma              | Me              | Gi              | Ve              | Sa              | Do              | Lu              | Ma              | Me              |                 |                 |                 |                 |
| Marzo           | Gi              | Ve              | Sa              | Do              | Lu              | Ma              | Me              | Gi              | Ve              | Sa              | Do              | Lu              | Ma              | Me              | Gi              | Ve              | Sa              | Do              | Lu              | Ma              | Me              | Gi              | Ve              | Sa              | Do              | Lu              | Ma              | Me              | Gi              | Ve              | Sa              |                 |
| Aprile          | Do              | Lu              | Ma              | Me              | Gi              | Ve              | Sa              | Do              | Lu              | Ma              | Me              | Gi              | Ve              | Sa              | Do              | Lu              | Ma              | Me              | Gi              | Ve              | Sa              | Do              | Lu              | Ma              | Me              | Gi              | Ve              | Sa              | Do              | Lu              |                 |                 |
| Maggio          | Ma              | Me              | Gi              | Ve              | Sa              | Do              | Lu              | Ma              | Me              | Gi              | Ve              | Sa              | Do              | Lu              | Ma              | Me              | Gi              | Ve              | Sa              | Do              | Lu              | Ma              | Me              | Gi              | Ve              | Sa              | Do              | Lu              | Ma              | Me              | Gi              |                 |
| Giugno          | Ve              | Sa              | Do              | Lu              | Ma              | Me              | Gi              | Ve              | Sa              | Do              | Lu              | Ma              | Me              | Gi              | Ve              | Sa              | Do              | Lu              | Ma              | Me              | Gi              | Ve              | Sa              | Do              | Lu              | Ma              | Me              | Gi              | Ve              | Sa              |                 |                 |
| Luglio          | Do              | Lu              | Ma              | Me              | Gi              | Ve              | Sa              | Do              | Lu              | Ma              | Me              | Gi              | Ve              | Sa              | Do              | Lu              | Ma              | Me              | Gi              | Ve              | Sa              | Do              | Lu              | Ma              | Me              | Gi              | Ve              | Sa              | Do              | Lu              | Ma              |                 |
| Agosto          | Me              | Gi              | Ve              | Sa              | Do              | Lu              | Ma              | Me              | Gi              | Ve              | Sa              | Do              | Lu              | Ma              | Me              | Gi              | Ve              | Sa              | Do              | Lu              | Ma              | Me              | Gi              | Ve              | Sa              | Do              | Lu              | Ma              | Me              | Gi              | Ve              |                 |
| Settembre       | Sa              | Do              | Lu              | Ma              | Me              | Gi              | Ve              | Sa              | Do              | Lu              | Ma              | Me              | Gi              | Ve              | Sa              | Do              | Lu              | Ma              | Me              | Gi              | Ve              | Sa              | Do              | Lu              | Ma              | Me              | Gi              | Ve              | Sa              | Do              |                 |                 |
| Ottobre         | Lu              | Ma              | Me              | Gi              | Ve              | Sa              | Do              | Lu              | Ma              | Me              | Gi              | Ve              | Sa              | Do              | Lu              | Ma              | Me              | Gi              | Ve              | Sa              | Do              | Lu              | Ma              | Me              | Gi              | Ve              | Sa              | Do              | Lu              | Ma              | Me              |                 |
| Novembre        | Gi              | Ve              | Sa              | Do              | Lu              | Ma              | Me              | Gi              | Ve              | Sa              | Do              | Lu              | Ma              | Me              | Gi              | Ve              | Sa              | Do              | Lu              | Ma              | Me              | Gi              | Ve              | Sa              | Do              | Lu              | Ma              | Me              | Gi              | Ve              |                 |                 |
| Dicembre        | Sa              | Do              | Lu              | Ma              | Me              | Gi              | Ve              | Sa              | Do              | Lu              | Ma              | Me              | Gi              | Ve              | Sa              | Do              | Lu              | Ma              | Me              | Gi              | Ve              | Sa              | Do              | Lu              | Ma              | Me              | Gi              | Ve              | Sa              | Do              | Lu              |                 |